# Rokautskyia pseudoglazioui
Rokautskyia pseudoglazioui é uma espécie de planta do gênero Rokautskyia e da família Bromeliaceae. 

## Taxonomia
O seguinte sinônimo já foi catalogado:  
- Cryptanthus pseudoglaziovii  Leme

## Forma de vida
É uma espécie rupícola e herbácea. 

## Descrição
Planta caulescente com colmo de 30-40 centímetros de comprimento, totalmente coberto por folhas flexíveis. 
| Caule            | Caule                                         |
| ---------------- | --------------------------------------------- |
| planta           | caulescente                                   |
| Folha            |                                               |
| folha            | dística ao longo do colmo/lanceolada          |
| bainha foliar    | 1                                             |
| Inflorescência   |                                               |
| inflorescência   | inserida entre as folha/pseudo escapo ausente |
| bráctea primária | 1 - 3 centímetros de comprimento              |
| Flor             |                                               |
| flor             | 2                                             |

## Conservação
A espécie faz parte da Lista Vermelha das espécies ameaçadas do estado do Espírito Santo, no sudeste do Brasil. A lista foi publicada em 13 de junho de 2005 por intermédio do decreto estadual nº 1.499-R. 

## Distribuição
A espécie é encontrada no estado brasileiro de Espírito Santo. 
Em termos ecológicos, é encontrada no domínio fitogeográfico de Mata Atlântica, em regiões com vegetação de floresta ombrófila pluvial.